# 윌리엄 라보프
윌리엄 데이비드 라보프(영어: William David Labov, 영어 발음: /ləˈboʊv/, 1927년 12월 4일~2024년 12월 17일)는 미국의 사회언어학에 변이연구 방법론을 정립시킨 언어학자이며 흔히 사회언어학의 태두로 간주된다.
라보프는 사회언어학이야말로 언어학이며 기존 언어학은 순수언어학이라 불러야 한다고 믿었고 언어 구조 연구는 반드시 언어공동체의 사회적 맥락 속에서 이루어져야 한다고 생각했다. 그는 자신의 관심사를 사회적인 것보다는 언어적인 것에 한정지었던 사람임에도 불구하고 언어학적 의문에 대한 가장 현실적 기술과 설명을 가능하게 하는 방법에 관심을 가져왔다.
라보프가 The Social Stratification of English in New York City(1966)에서 수행한 음운 변이 연구는 이후의 음운 변이 연구에 있어서 하나의 전범이 되었다. 그는 '관찰자의 역설'(observer's paradox)을 피하기 위해 여러 가지 독창적인 자료 수집방식을 고안했고, 가장 유명한 것이 뉴욕시의 백화점에서 손님이 점원에게 질문하는 방식으로 자료를 수집한 경우이다.

## 뉴욕시 음운 변이 연구
라보프는 뉴욕 동부 저지대 주민들과 인터뷰를 하여 녹음하는데 그는 녹음과정에서 주민들이 특정 발음을 하게끔 유도하는 질문을 던지는 방법을 사용하였다. 이 실험의 조건은 아래와 같다.
- 상중하위 계급을 나누어 조사한다.
- 반복적으로 발음을 유도하여 발음이 어떻게 교정되는가를 조사한다.
- 전제 발음 횟수중에서 얼마나 상위발음을 했는가를 %로 나타낸다.
  - r 지수 : r발음의 유무
  - th 지수 : th가 t/tθ/θ 중 어느 발음으로 나는가
  - dh 지수 : th가 d/đd/đ 중 어느 발음으로 나는가
- 상황을 여러 가지로 나눈다.
  - 비격식화체(A), 일상어(B), 낭독화체(C), 어휘만이 강조된 낭독화체(D), 발음의 최소대립쌍이 드러나는 어휘가 강조된 낭독화체(D')

이런 조건에서 음운변이를 그래프로 그리면 아래와 같은 경향성이 드러난다. 그래프 보기
1. 상위 계층으로 갈수록 표준발음을 한다.
2. 좀 더 격식있는 대화로 갈수록 표준발음을 한다.

(r발음을 명확하게 하고, t/tθ/θ 중 θ를 강하게 하고, d/đd/đ 중 đ를 강하게 발음하는 것이 표준발음이다.)
그래프를 보면 선 그래프가 꺾이는 부분이 한번 나타나는데 이것을 해석하면 격식차린 말에서는 중상류층이 상류층보다 발음을 더 명확하게 하려는 경향이 있다고 볼 수 있다. 이것을 라보프는 과잉교정(hypercorrection)이라 불렀다. 이것을 근거로 어떤 사람들은 중상류층의 상류지향성을 말하기도 하며 유사 후속연구로 언어행위 수용이론(Speech Accommodation Theory, Giles & Smith, 1979)이 있다. 하지만 근거가 부족하다고 보는 사람들도 있다. 이러한 과잉교정은 다른 경향성처럼 명확하게 드러나는 것은 아니기 때문이다.
라보프의 이 연구는 사회언어학에 '과학적'인 방법론을 제공한다는 측면에서 혁신적인 결과이지만, 분산이 없이 단순하게 평균을 제시하고 있기 때문에 얼마나 통계적 의미를 가지는지 알 수 없다는 한계도 가지고 있다. 그럼에도 불구하고 여러 가지 지수가 유사한 결과를 보여주고 있어 그의 연구결과는 일리가 있다는 평가를 받고있다. 이 연구는 피터 트러드길의 후속 연구로 이어진다.